# Bloodforge
Bloodforge è un videogioco d'azione di ambientazione fantasy, sviluppato dalla Climax Studios e pubblicato dalla Microsoft Game Studios il 25 aprile 2012 per Xbox 360. Nel videogioco, il giocatore controlla il potente personaggio di Crom, ispirato al Dio Crom Cruach della mitologia celtica, nella sua brutale ed implacabile vendetta contro gli Dei.

## Modalità di gioco
Bloodforge è un gioco hack and slash in cui il giocatore deve combattere i suoi nemici con una serie di armi. Il giocatore usa un'arma equipaggiata per attaccare gli avversari fino a quando non vengono sconfitti o ottengono fino a quando non si disorientano (segnalato da un'icona sulla testa), dove Crom può quindi eseguire una macabra mossa finale sull'avversario. Questo dà al giocatore più sangue, che è la valuta del gioco. Maggiore è il danno arrecato al nemico, più sangue viene versato, ricompensando in tal modo il giocatore con quantità eccessive di sangue che possono quindi essere utilizzate per l'acquisto di potenziamenti per abilità speciali. Le principali armi del gioco sono la spada, il martello da guerra, gli artigli e la balestra, ognuno dei quali ha tre potenziamenti disponibili. La barra della salute è mostrata in alto a sinistra dello schermo in verde, insieme a una barra della rabbia in rosso. La salute e una varietà di rune si trovano in tumuli fragili e il giocatore può anche trovare rune di mana che ricaricano la barra delle rune.

## Accoglienza
Il gioco è stato accolto dalla critica in modo sfavorevole. Bloodforge ha ricevuto una valutazione bassa di soli 42/100 sul sito web di aggregazione di recensioni Metacritic.